# Prunus umbellata
Prunus umbellata är en rosväxtart som beskrevs av Ell.. Prunus umbellata ingår i släktet prunusar, och familjen rosväxter. Utöver nominatformen finns också underarten P. u. injuncunda.

## Bildgalleri

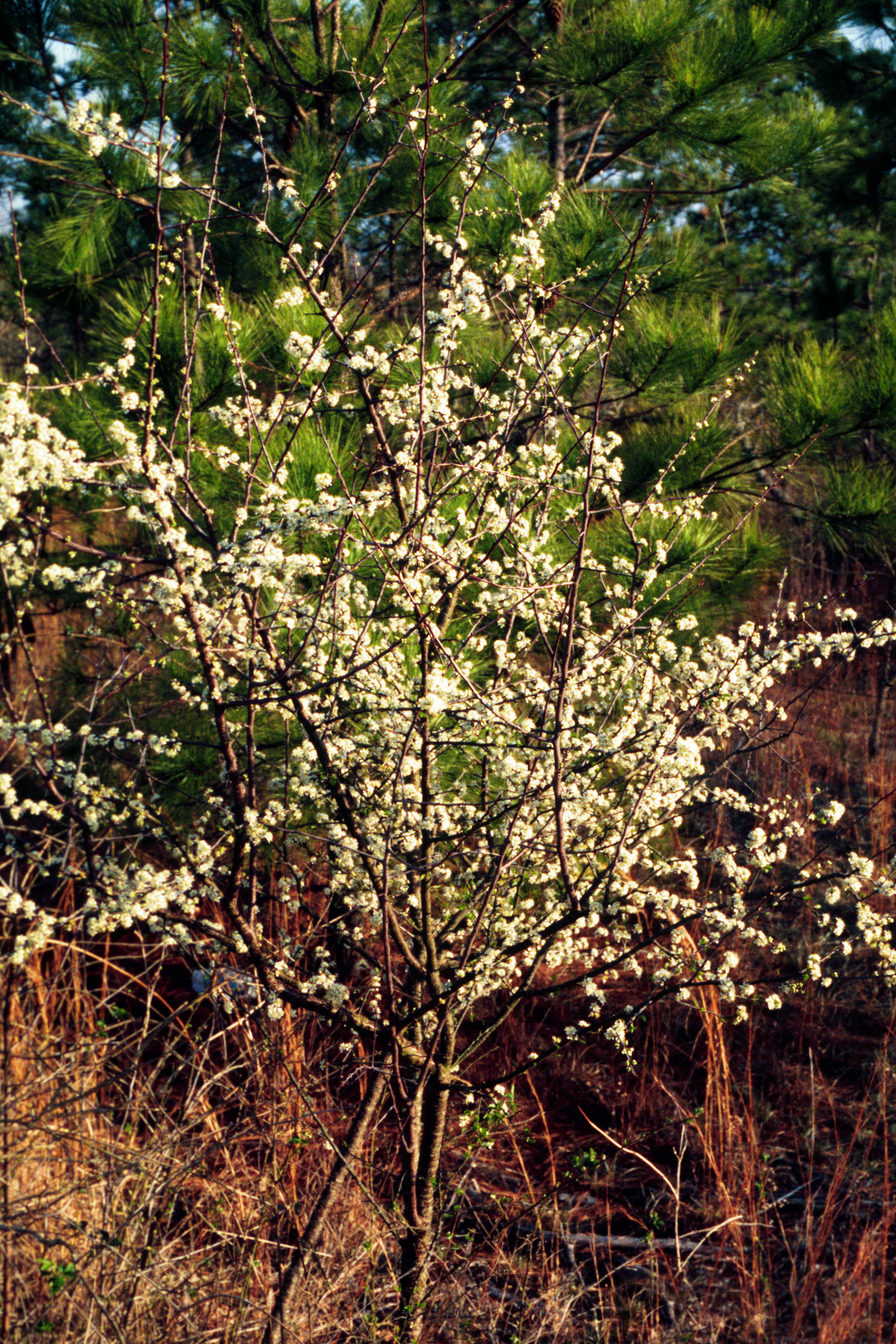
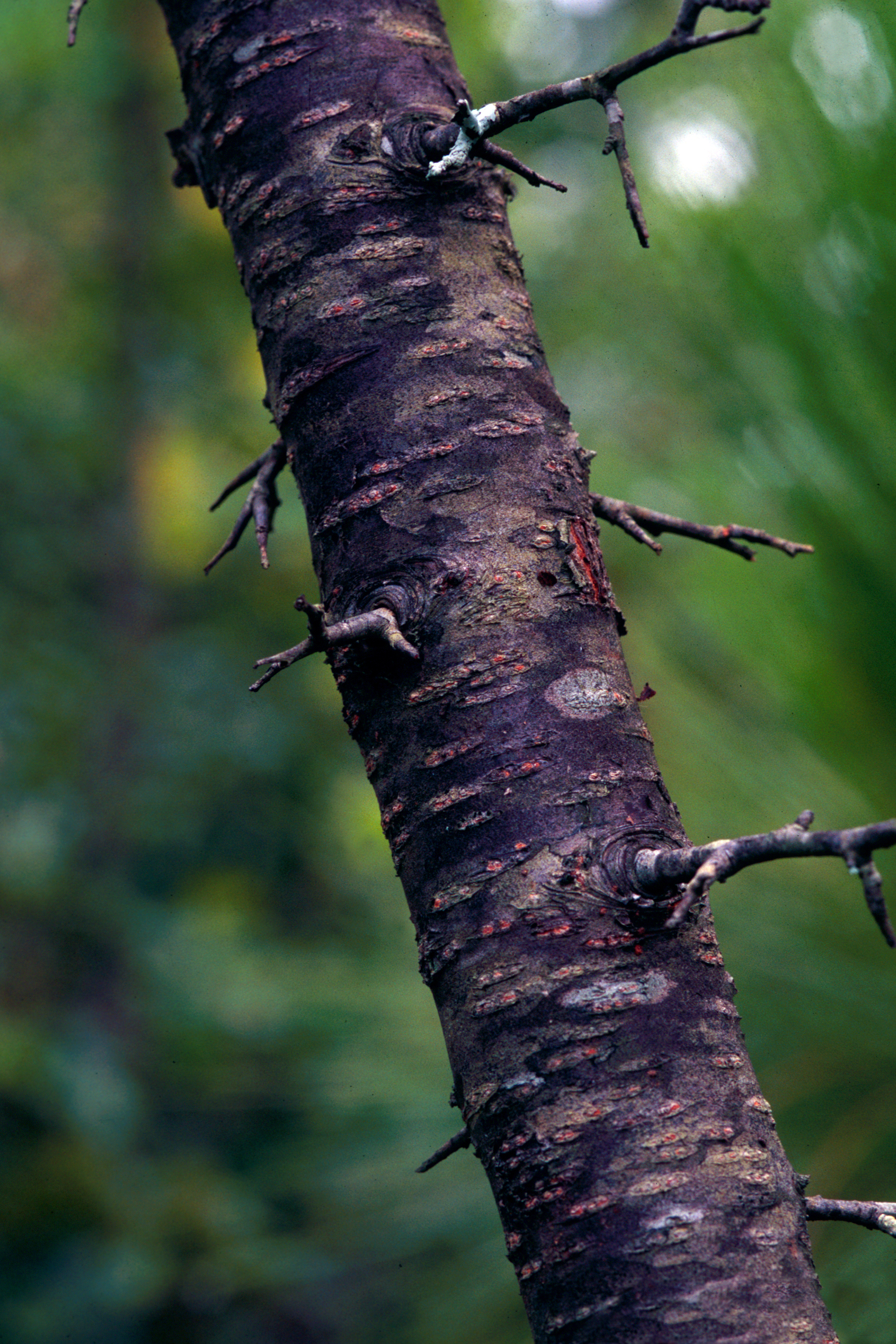
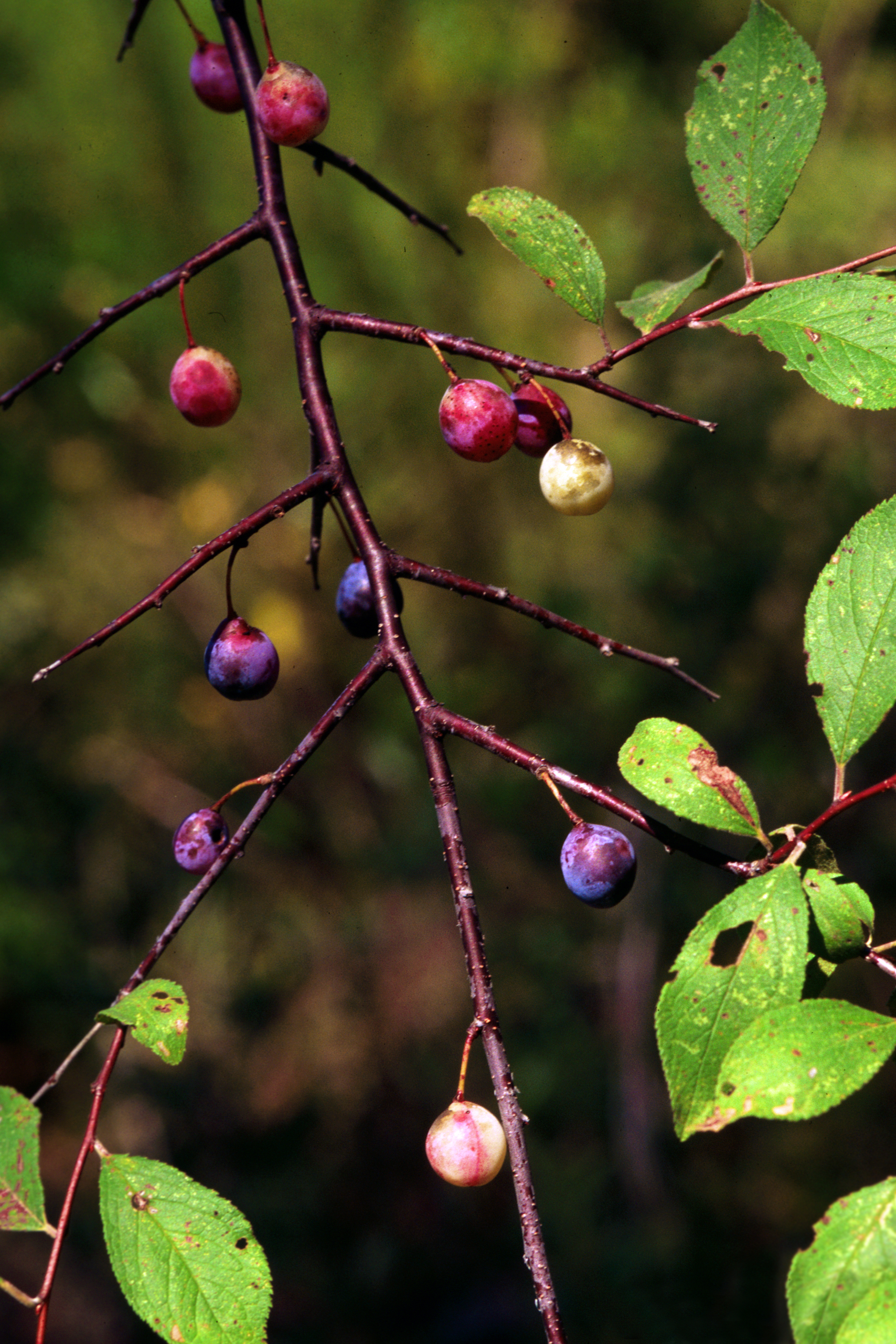